# Staudamm

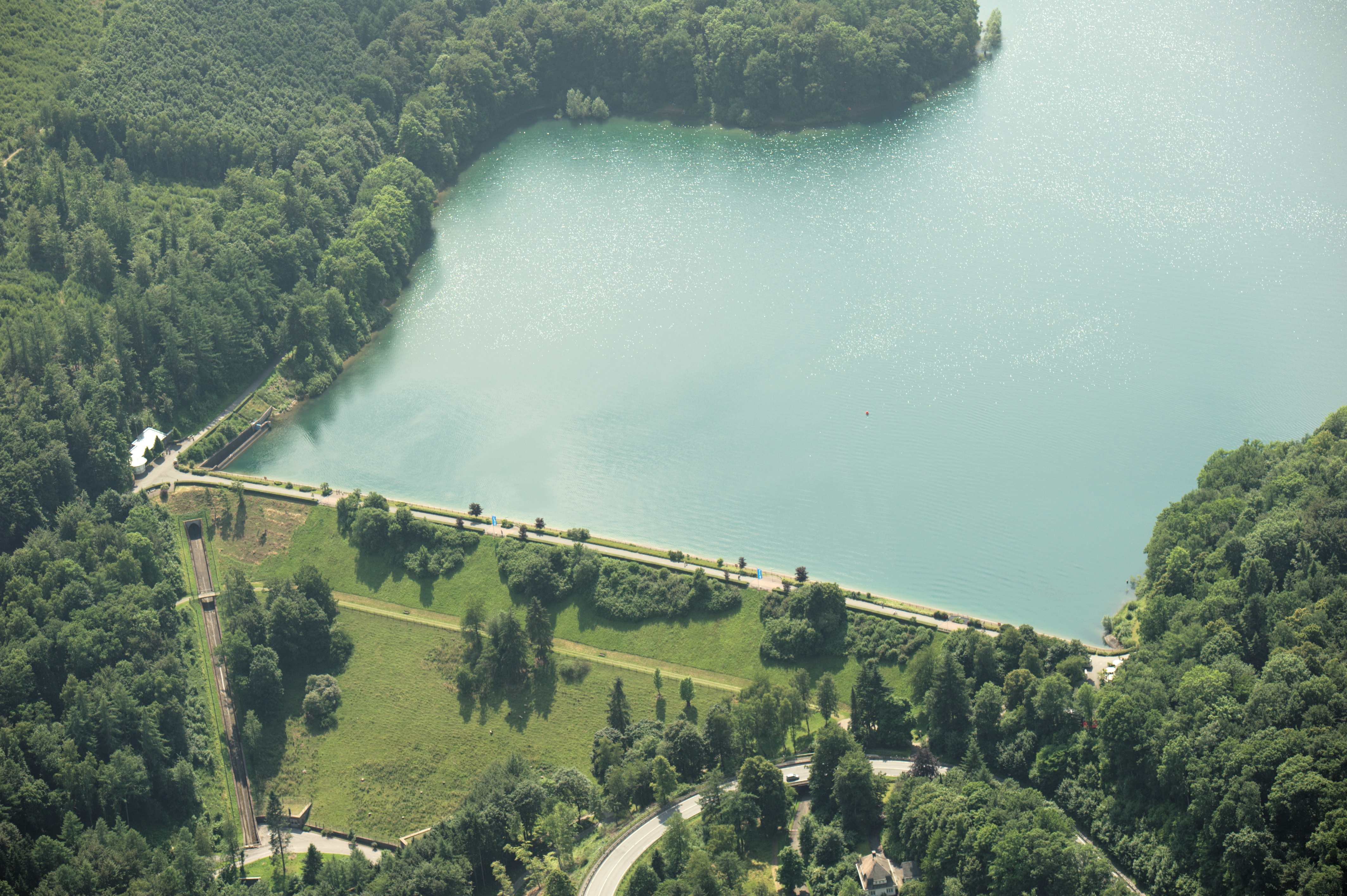
Staudamm der Hennetalsperre im Sauerland

Ein Staudamm ist wie eine Staumauer das Kernelement einer Stauanlage im Wasserbau und kommt zum Bau einer Talsperre oder einer Flusssperre bzw. Staustufe zur Ausführung. Besonders bei breiten Tälern ist ein Staudamm eine Alternative zum Bau einer Mauer, die eher für enge Gebirgstäler geeignet ist. Im Wesentlichen besteht ein Damm aus einer verdichteten Erd- oder Felsschüttung, deren Stabilität sich aus ihrer Scherfestigkeit sowie dem Eigengewicht und dem flachen Böschungswinkel ergibt. Zur Erhöhung der Standfestigkeit und Reduzierung der Durchströmung müssen höhere Talsperrendämme zusätzliche Dichtungselemente erhalten, die entweder auf der wasserseitigen Böschung oder im Inneren des Damms angeordnet werden.
Die ersten größeren Staudämme sind ab den 1920er Jahren gebaut worden. Weltweit wurden seit Mitte des 20. Jahrhunderts bei Talsperren deutlich mehr Staudämme als Staumauern errichtet. Gründe dafür sind die geringeren Anforderungen an die Untergrundeigenschaften und die verwendeten Baustoffe. Daneben lässt sich ein Damm den örtlich vorhandenen Gegebenheiten sehr gut anpassen und in die Landschaft einbinden, so dass der Bau technisch und preislich optimiert werden kann.

## Begrifflichkeiten
Ein Staudamm ist vom Aussehen und von seinem Aufbau her ähnlich wie ein Deich. Letzterer wird zum Schutz des Hinterlandes vor Hochwasser angelegt und verläuft parallel zu einem Fluss oder einer Küstenlinie. Im Gegensatz dazu sperrt ein Staudamm in der Regel einen Talquerschnitt ab und verläuft quer zur Hauptfließrichtung eines Flusses. Er dient im Wesentlichen der dauerhaften Stützung eines Wasserstands und nur mittelbar dem Hochwasserschutz unterhalb des Damms. Beiden gemeinsam ist die einseitige hydraulische Belastung, die bei Deichen aber nur zeitweise im Hochwasserfall auftritt. Bei Staudämmen ist eine dynamische Komponente zu beachten, da durch wechselnde Entnahmen und Zugaben der Wasserstand häufig schwankt und der Damm entsprechenden Belastungsänderungen unterworfen ist. Grundsätzlich wird bei beiden zwischen der Wasserseite und der Land- oder Luftseite unterschieden.
Der englische Begriff „dam“ wird bisweilen als „Damm“ ins Deutsche übertragen. Ein Problem besteht aber darin, dass die 'deutsche' Staumauer im englischen ebenfalls als „dam“ bezeichnet wird. Darüber hinaus steht das Wort „dam“ im Englischen ganz allgemein für ein Absperrbauwerk bzw. auch für eine Talsperre. Dabei ist seine Bedeutung wie im Deutschen das Wort „Talsperre“ viel umfassender und meint den wasserbaulichen Gesamtkomplex. Dieser beinhaltet neben allen notwendigen Betriebseinrichtungen im Besonderen auch den Wasserkörper des Staubeckens, der als Detail im Englischen als „reservoir“ angesprochen wird.

## Dammaufbau
Grundlage für die Formgebung und den Bau eines Staudamms ist die sorgfältige konstruktive Gestaltung des inneren Aufbaus und seinem Anschluss an den Untergrund. Sie richtet sich nach den boden- und felsmechanischen sowie hydrodynamischen Kriterien, weshalb entsprechende Untersuchungen zur Bestimmung der Eigenschaften der vorhandenen und vorgesehenen Boden- und Felsmaterialien erforderlich sind. Vor der Baudurchführung sind mit den gewählten Materialien Schüttversuche erforderlich. Zusammen mit einer lückenlosen Überwachung kann dadurch über die meist sehr lange Betriebszeit die dauerhafte Dichtheit und damit die Sicherheit gegen Dammbruch gewährleistet werden.

### Gestaltung
Ein Staudamm hat einen nahezu dreieckigen Querschnitt mit breiter Basis und einer abgeflachten Spitze, die als Dammkrone bezeichnet wird. Dort verläuft ein Betriebsweg für Instandhaltungsarbeiten. Acht bis zehn Meter Breite reichen zur Aufstellung auch von größerem Arbeitsgerät und ermöglichen gleichzeitig noch Längsverkehr auf dem Damm. Die beidseitigen Böschungen können in Abschnitten mit unterschiedlichen Neigungen erstellt werden, wobei die wasserseitige Böschung möglichst flach mit Neigung von 1:2 bis 1:4 ausfallen sollte. Die Luftseite darf stärker geneigt sein und kann je nach Stützmaterial bis zu 1:1,5 betragen. Der untere Bereich der Dammböschung am Übergang zum Gelände wird als Dammfuß bezeichnet. Für die Pflegearbeiten sind an der Luftseite in regelmäßigen Abständen waagerechte Absätze (Bermen) anzuordnen. Die flachen Neigungen ergeben eine relativ große Aufstandsfläche, die beispielsweise bei einem 30 Meter hohen Damm mit beidseitiger Neigung von 1:2,5 eine Basisbreite von rund 160 Metern erreicht.
Bei der Planung eines Staudamms ist die Festlegung der notwendige Kronenhöhe wesentlich. Ausgangspunkt ist das vorgesehene Stauraumvolumen, woraus sich das Stauziel berechnet, das die zulässige Wasserspiegellage im Regelbetrieb darstellt. Darüber liegt noch das höchste Stauziel, das bei Bemessungshochwasserabfluß erreicht wird, wenn der Hochwasserüberlauf sein Maximum erreicht. Neben einem Zuschlag für Eisstau auf der Oberfläche des Stausees muss der Windstau berücksichtigt werden, wenn der Damm in Hauptwindrichtung liegt und das Wasser gegen den Damm drückt. Die bei Wind entstehende Wellenhöhe ist durch einen Zuschlag für den Wellenauflauf an der Böschung einzurechnen. Zusammen mit einem weiteren Sicherheitszuschlag ergibt sich daraus der Freibord als vertikaler Abstand zwischen der Krone und dem höchsten Wasserspiegel, wodurch ein Überströmen der Dammkrone mit hoher Wahrscheinlichkeit ausgeschlossen werden kann.

### Innerer Aufbau
Während Staumauern als Absperrbauwerk gleichzeitig die Trag- und Dichtungsfunktion übernehmen hat ein Staudamm zunächst nur die Aufgabe der dauerhaften Stützfunktion des anstehenden Wasserstands. In seiner Konzeption muss der Damm für die Aufnahme bzw. für den Abbau von hydrostatischen und hydrodynamischen Belastungen ausgelegt sein. Dazu dient ein Stützkörper aus meist grobkörnigem, nicht bindigem Material, das aufgrund des hohen Reibungswinkel die Standfestigkeit gewährleistet. Wegen der Verformbarkeit des Schüttgutes sind Staudämme bei engen Talformen eher ungeeignet, weil sich der Dammkörper an den steilen Talflanken über Reibung 'aufhängen' kann und dadurch die Gefahr von ungleichförmigen Verformungen und Rissen zwischen Dammzentrum und den Randzonen besteht.
Aufgrund der nicht vermeidbaren Durchströmung des Damms sind bei der Dammkonstruktion sorgfältig gezielte Maßnahmen zur Entwässerung und Dichtung vorzusehen, um den Auftrieb innerhalb der Dammschüttung zu begrenzen. Der Aufbau des Damms muss so gestaltet sein, dass Ausspülungen, die die Standsicherheit gefährden könnten, nicht möglich sind. Dabei muss darauf geachtet werden, dass die Sickerlinie nicht an der luftseitigen Böschung austritt und eingedrungenes Wasser in einer Drainage am luftseitigen Dammfuß gesammelt und abgeleitet wird.
Besonders bei großen Stauhöhen sind gesonderte Dichtungsschichten erforderlich, um die Wasserdurchströmung des Damms deutlich zu vermindern. Diese können aus unterschiedlichen Materialien bestehen und werden entweder auf der wasserseitigen Böschung als Außendichtung aufgebracht oder im Inneren beim Aufbau des Damms als Kerndichtung mit hochgezogen. Mit solchen technischen Dichtungsmaßnahmen entfällt die Anforderung an die Dichtfunktion des Schüttmaterials, weshalb Dammbaustoffe mit wesentlich höheren Scherfestigkeiten gewählt werden können.

### Dammdichtung
Bei den ersten Talsperren im Harz wurde zur Dammdichtung Grassode verwendet. Zunächst waren diese auf der Wasserseite als Schürzendichtung, später als Kerndichtung im Inneren aufgeschichtet worden. Erdstoffe kommen heute bei homogenen Dämmen oder bei innen liegenden Dichtzonen zum Einsatz. Ansonsten haben sich Dichtstoffe auf Basis von Beton und Asphalt durchgesetzt und bewährt, die als Kerndichtung oder Oberflächendichtung eingebaut werden. Bisweilen wurden bei einer Oberflächendichtung zur Vorsorge gegen Undichtigkeiten im Inneren eine sogenannte Bremszone auf Bitumenbasis eingebaut. Die Dichtungszonen müssen konstruktiv an den wasserundurchlässigen Untergrund angeschlossen werden, wozu eine Herdmauer aus Stahlbeton dienen kann.

### Schüttmaterial
Als Schüttmaterial für den Stützkörper kann im Prinzip jedes verwitterungsbeständige Fest- und Lockergestein verwendet werden soweit keine schädlichen Komponenten enthalten sind, die eine dauerhafte, stabile Verdichtung verhindern würden. Steinschüttdämme bestehen aus gebrochenem Fels bzw. Steinschotter und/oder natürlichen Steinen wie Kies und Sand. Sie werden lagenweise eingebracht und anschließend verdichtet. Zur Vermeidung hoher Transportkosten ist die Gewinnung des Materials aus Steinbrüchen oder Kiesgruben in der Nähe vorteilhaft, wobei ein Großversuch zur Schüttung und Verdichtung die Eignung des Gesteins bestätigen sollte. Für Erdschüttdämme kann das notwendige Bodenmaterial im geplanten Stauseebereich entnommen werden, wodurch sich zusätzlich das Stauvolumen vergrößert. Hinsichtlich der bodenmechanischen Kenngrößen muss das gewählte Bodenmaterial sorgfältig untersucht und eine Probeschüttung durchgeführt werden, um die optimalen Einbau- und Verdichtungsverfahren zu bestimmen.

### Untergrund und Herdmauer
In Bezug auf den Wasserrückhalt und die Lastabtragung bilden das Absperrbauwerk und der Untergrund eine Einheit. Daher sind vorab sorgfältige Untersuchungen zu den geotechnischen und geohydraulischen Eigenschaften notwendig, die in DIN 4020 geregelt sind. Zur Vorbereitung der Dammaufstandsfläche ist je nach Oberfläche des anstehenden Bodens ein Abtrag des Oberbodens erforderlich.
Aufgrund der großen Aufstandsfläche sind bei einem Staudamm die Anforderungen an die Tragfähigkeit des Untergrunds wesentlich geringer als bei einer Staumauer. Daher dürfen Dämme sowohl auf Fels als auch auf ausreichend tragfähigem Boden aus Lockergestein gegründet werden. Um die auf den Damm wirkenden Wasserdruckkraft über die Dammsohle in den Untergrund zu übertragen, muss das Sohlmaterial neben der Tragfestigkeit eine ausreichend hohe Scherfestigkeit aufweisen, um einen Grundbruch zu verhindern. Dabei kann die Gründungsfläche auch getreppt ausgeführt werden, um eine bessere Verzahnung zu erreichen. Zur Bodenstabilisierung der Übergangszone werden vor dem Auftrag der Dammschüttung vermehrt Geotextilien wie beispielsweise Geogitter eingebaut, die zusätzlich als Filter dienen können und damit zur Erosionsstabilität des Untergrunds beitragen. Daneben können darüber nach außen wirkende Spreizkräfte besser aufgenommen und verteilt werden.
Staudammdichtung und Untergrundabdichtung müssen ein lückenloses Dichtungssystem bilden, weshalb dem Anschluss der Dammdichtung an den Untergrund bzw. an die Untergrundabdichtung besondere Aufmerksamkeit gewidmet werden muss. In Deutschland wird dazu eine Herdmauer empfohlen. Sie bildet den konstruktiven Übergang von einer innen oder außen liegenden Dammdichtung an den wasserundurchlässigen Untergrund. Zur Überwachung des Gesamtbauwerks und für evtl. notwendige Abdichtungsarbeiten ist im Inneren der Herdmauer ein Kontrollgang von Vorteil.
Die im Talgrund häufig vorgefundenen Schwemmböden sind wegen ihrer hohen Durchlässigkeit als Dammauflager weniger geeignet. Daher sollten solche Böden wie auch stark verwitterter Fels möglichst ausgetauscht werden bis der wenig durchlässige Fels erreicht wird. Ist dies nicht möglich oder zu aufwendig muss vor Aufbringen der Dammschüttung eine sorgfältige Dichtung dieser Schicht vorgenommen werden. Ohne eine Herdmauer kann dies durch eine Bohrpfahl-, Schlitz-, Schmal- oder Spundwand erfolgen, die aber bei unsachgemäßer Ausführung der Anschlüsse an den Schüttkörper zur Rissbildung des Dammes führen können.
Bei Dämmen mit permanentem Stauspiegel oder wenn undurchlässige Schichten erst in größerer Tiefe anstehen, sind in aller Regel zusätzliche technische Maßnahmen zur Untergrundabdichtung vorzusehen. Dafür sind Untergrundinjektionen als mehrreihiger Dichtungsschleier oder ein Dichtungsteppich vor dem Dammfuß geeignet. Alle Maßnahmen haben zum Ziel, den Sickerweg zu verlängern und die Unterströmung des Dammkörpers zu reduzieren, so dass der hydraulische Gradient entscheidend abgemindert wird. Dies vermeidet spätere Wasserverluste der Talsperre und wirkt der Gefahr eines hydraulischen Grundbruchs entgegen.

## Bautypen

### Homogener Damm

Homogener Damm mit Sickerlinie

Ein Staudamm mit einem Dammkörper, der vollständig aus ein und demselben Material besteht, wird als homogener Damm bezeichnet. Voraussetzung ist ein Aufbau des Stützkörpers aus einheitlichen feinkörnigen Erdstoffen, deren Bindigkeit die Dichtfunktion übernehmen kann. Im Allgemeinen ist dies nur für kleine Stauhöhen und für kurzzeitigen Stau geeignet, wie dies bei Deichen der Fall ist. Besonders bei dauerhaftem Einstau und wechselnden Wasserständen wie bei Talsperren bestehen Probleme mit der Standfestigkeit, die aufgrund der Durchströmung auftreten. Zusatzmaßnahmen müssen dafür sorgen, dass die Sickerlinie an der Luftseite bis unter den Dammfuß herabgezogen wird. Dafür geeignet sind Sickergräben und Steinfüße am hinteren Ende des Damms sowie Flächendrainagen oder Rigolen unter dem luftseitigen Dammkörper. Bei überwiegend bindigen Böden sollte die Neigung der Dammböschung 1:4 betragen. Die wasserseitige Böschung muss gegen Wellenschlag geschützt werden, wobei sich historisch ein Steinsatz bewährt hat.

### Zonendamm

Bei höheren Dämmen wird der Damm in seinem Aufbau gegliedert ausgeführt und als Zonendamm bezeichnet. Er besteht aus mehreren Bereichen unterschiedlicher Durchlässigkeit, die jeweils zur Luftseite hin zunimmt, um die Sickerlinie in Richtung Dammfuß zu leiten. Unter Beachtung der Filterregel wird eine filterstabile Kornverteilung erreicht, wodurch das Auftreten von Erosion, Suffosion und Kolmation im Inneren des Damms verhindert werden kann. Ergänzend kommen Dichtungsschichten in Form von Innendichtungen oder Oberflächendichtungen zum Einsatz.

#### Damm mit Innendichtung

Damm mit Innenmembran oder Bremszone

Innendichtungen können aus Erdstoffen, Tonbeton, Asphaltbeton, Stahl, Beton oder Stahlbeton bestehen und können unterschiedlich ausgebildet sein. Durch die Lage im Innern des Damms sind diese Dichtungen zwar besser geschützt als Oberflächendichtungen, doch bei Reparaturarbeiten wird ein deutlich höherer Aufwand erforderlich. Bei untergeordneten Dämmen wie einem Vordamm oder bei Sanierungen kann zur Dichtung eine Spundwand eingebaut werden.
Der erste höhere Staudamm in Deutschland war 1935 mit dem Bau der Sorpetalsperre in Betrieb gegangen. Als Dichtzone war eine senkrechte Kernmauer aus Beton verbaut worden. Nachteilig bei solchen Betonmauern ist der konzentriert an der Dichtung wirkende Wasserdruck, der tendenziell die starre Mauer zur Luftseite hin verschiebt. Wechselnde Wasserstände bewirken dabei eine Art Rütteleffekt, der sich als Setzung des Stützkörpers an der Luftseite bemerkbar macht.
Dagegen verhalten sich Kerndichtungen auf Basis von Asphalt flexibel und können sich den Verformungen des Stützkörpers besser anpassen. Die Asphaltschicht sollte eine Stärke von etwa 1/100 der Stauhöhe bei Vollstau aufweisen, so dass sich Stärken von 0,6 bis 1,0 Meter ergeben. Moderne Dämme haben auf beiden Seiten der Asphaltinnendichtung vertikale Filterschichten aus körnigen Material, um eingedrungenes Sickerwasser über Rigolen abzuführen.

Damm mit Innendichtung aus Erdstoff

Innendichtungen auf Basis von feinkörnigem und wenig durchlässigem Erdstoff wie Lehm, Ton oder Schluff können gut mit der Dammschüttung eingebracht werden. Eine derartige Dichtschicht muss gegenüber Asphalt deutlich dicker sein und ein Verhältnis von Höhe zu Breite von kleiner als fünf aufweisen. Dadurch ergibt sich für einen 50 Meter hohen Damm eine Dichtungszone von mindestens zehn Meter Stärke. Eine zusätzliche Tonbetonwand im Inneren kann die Dichtwirkung verbessern. Bei der Formgebung kommen unterschiedliche Ausführungen zum Einsatz.
Grundsätzlich sollte der Dichtungskern auf beiden Seiten abgeschrägt sein und zur Basis hin breiter werden. Dies soll verhindern, dass sich das Stützkörpermaterial an der Trennfläche 'aufhängt' und nicht genug verdichtet wird. Zum Schutz vor Zwängungen werden beidseits des Kerns Übergangszonen angeordnet, um den Übergang von der weichen Kerndichtung zum steifen Stützkörper zu verbessern. Ein Kunststoff-Vlies auf der Luftseite kann zusätzlich als Erosionsschutz dienen. Wie beim homogenen Damm muss bei einem Damm mit Innendichtung die Wasserseite gegen Wellenschlag geschützt werden.

#### Damm mit Oberflächendichtung

Damm mit Außendichtung

Nach der Verbreitung von Asphaltbeton im Straßenbau werden seit den 1950er Jahren in Deutschland auch beim Dammbau Oberflächendichtungen damit hergestellt. Weitere Materialien sind Beton, Stahlbeton oder spezielle Kunststoffbahnen. Vorteilhaft ist eine zweilagige Ausführung mit dazwischen liegender Drainageschicht, die im Kontrollgang endet. Wird die Zwischenschicht über die Talbreite in separate Zonen aufgeteilt, kann bei einem Anstieg des Sickerwasseranfalls die örtliche Lage einer Beschädigung schon grob eingegrenzt werden. Gegenüber innen liegenden Dichtungen sind Oberflächendichtungen Witterungseinflüssen (Hitze, Frost, Strahlung) ausgesetzt und müssen mechanischen Beanspruchungen (Wellen, Eis, Steinschlag) und chemischen Angriffen durch das gestaute Wasser widerstehen. Derartige Beanspruchungen werden bei einer Innendichtung durch den wasserseitigen Stützkörper verhindert bzw. gedämpft.
Vorteil einer Oberflächendichtung ist, dass die gesamte Dammschüttung hinter der Dichtung als Stützkörper wirkt und damit dem Wasserdruck entsprechenden Widerstand gibt. Bei einer Innendichtung kann sich wegen der wasserseitig wirkenden hydrostatischen Druckkräfte nur in der luftseitigen Dammaufstandsfläche eine ausreichende Scherfestigkeit mobilisiert werden. Daher können Dämme mit Oberflächendichtung etwas schmaler, das heißt mit weniger Dammschüttmaterial ausgeführt werden.

## Geschichte des Staudammbaus

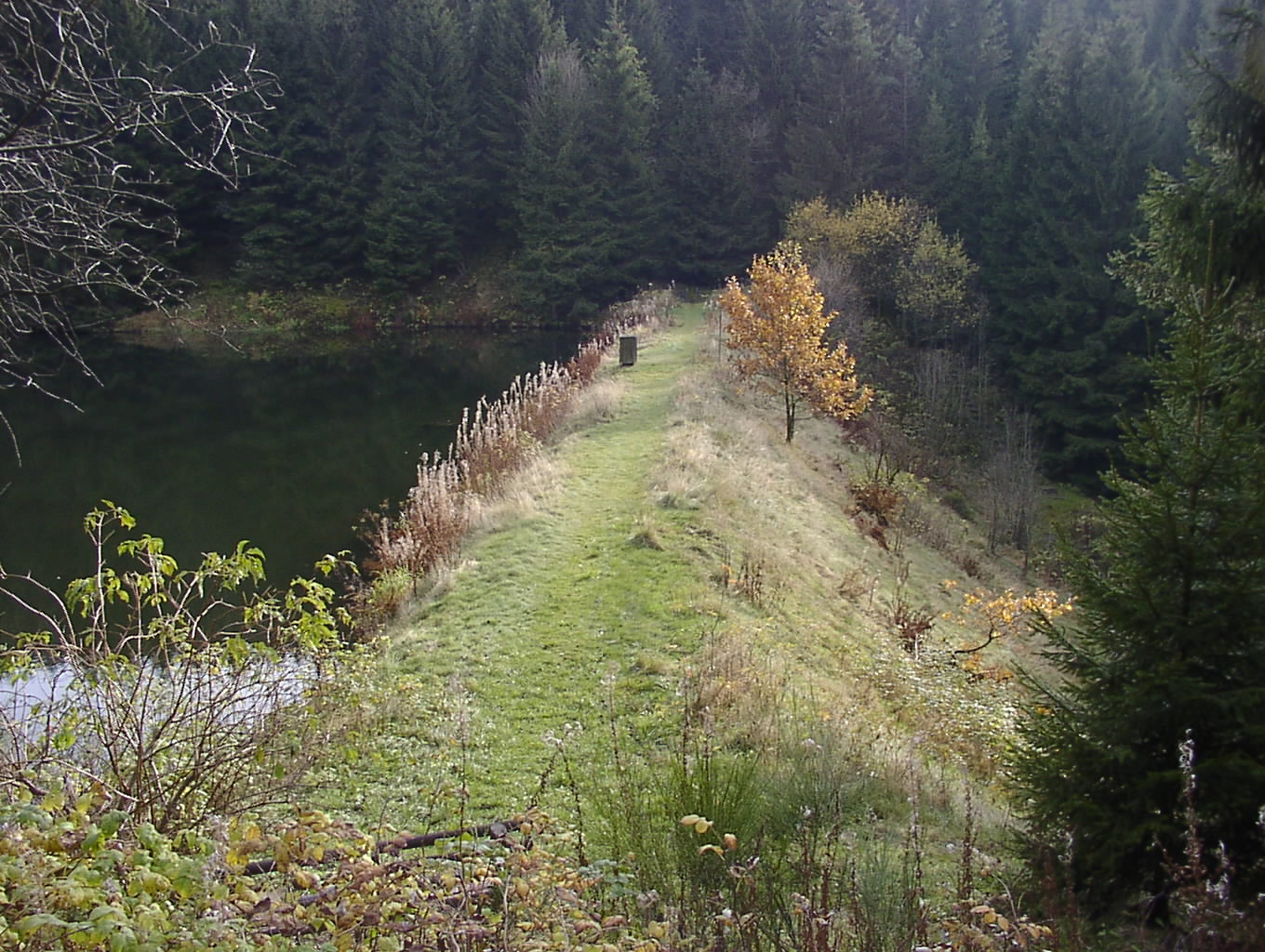
Staudamm des Oberharzer Wasserregales

Als einer der ältesten noch teilweise erhaltene Staudämme gilt der Sadd-el-Kafara im Wadi el Garawi bei Kairo, Ägypten (verschiedenen Angaben zufolge zwischen 2950 und 2500 v. Chr. erbaut).
Die Überbleibsel von Dämmen, die Teil der Wasserversorgung für die Stadt Jawa in Jordanien waren, datieren die Archäologen auf 3.000 v. Chr. Ab 1.000 v. Chr. entstanden in vielen Teilen der Erde zahllose größere und kleinere Dämme sowie Staumauern. Reste der Bauten fand man unter anderem im Mittelmeerraum. In Europa waren die Römer berühmt für ihre Wasserbauprojekte. Siehe die Liste römischer Staudämme.
In Deutschland gelten Dämme des Oberharzer Wasserregales als die ältesten noch im Betrieb befindlichen Staudämme. Sie entstanden ab dem 15. Jahrhundert.

## Trivia

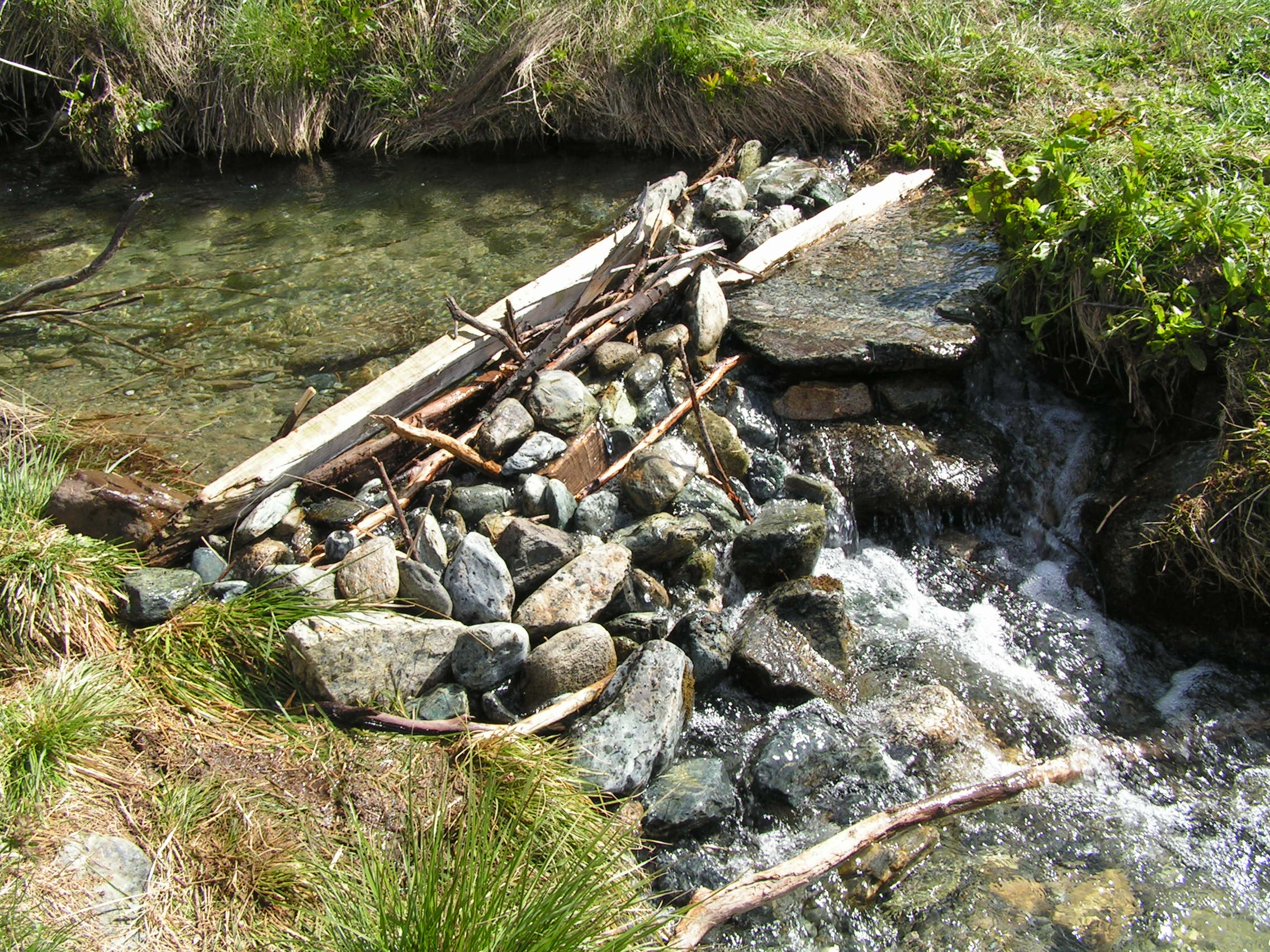
Selbstgebauter Staudamm

Staudämme können auch auf natürliche Weise – durch Erdrutsche – entstehen; so ist zum Beispiel der Pragser Wildsee entstanden. Auch Biber legen Staudämme an, indem sie Bäume fällen und Äste in einen Bach zerren.